# Kralingen

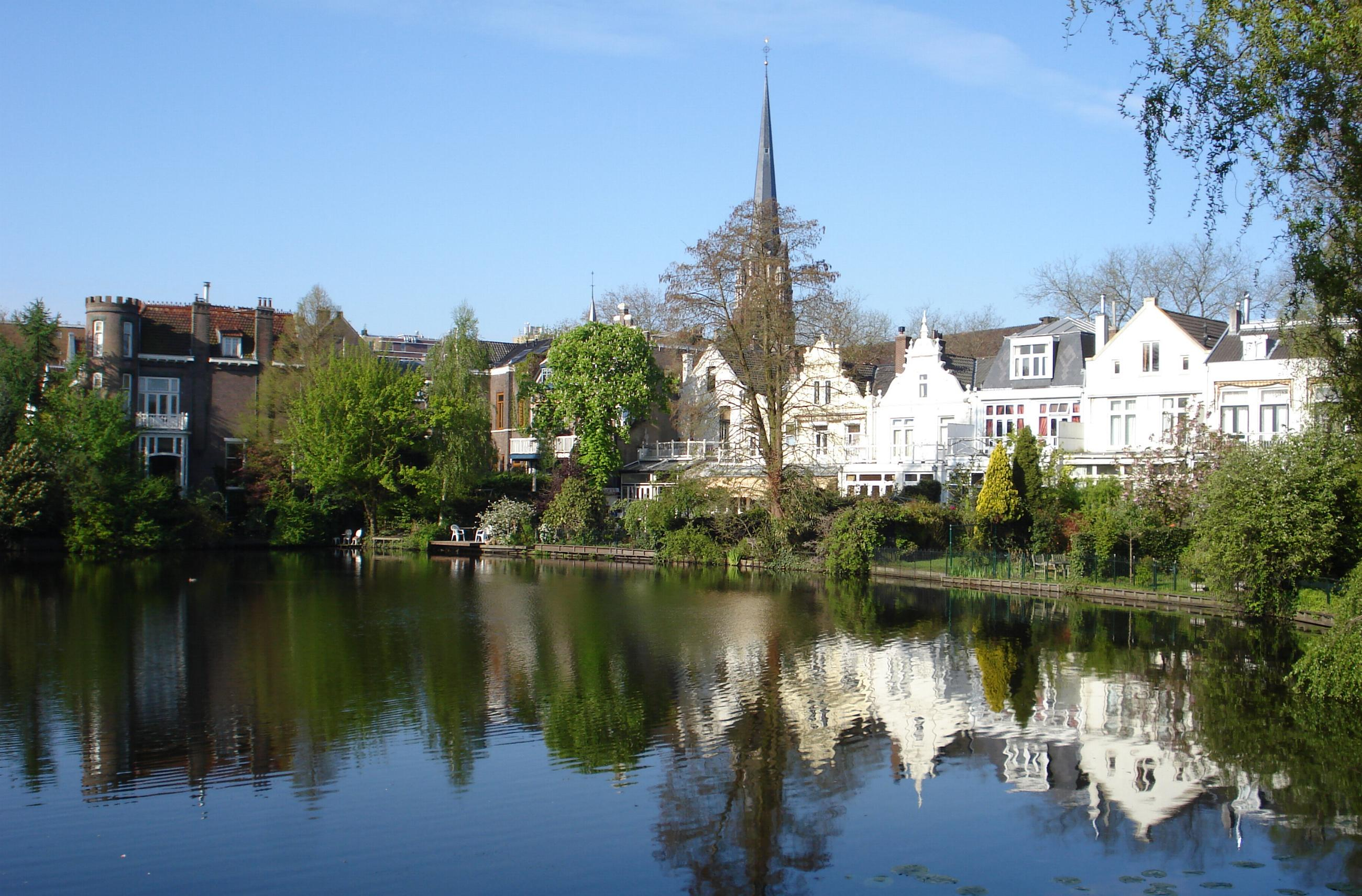
De slotvijver in Kralingen

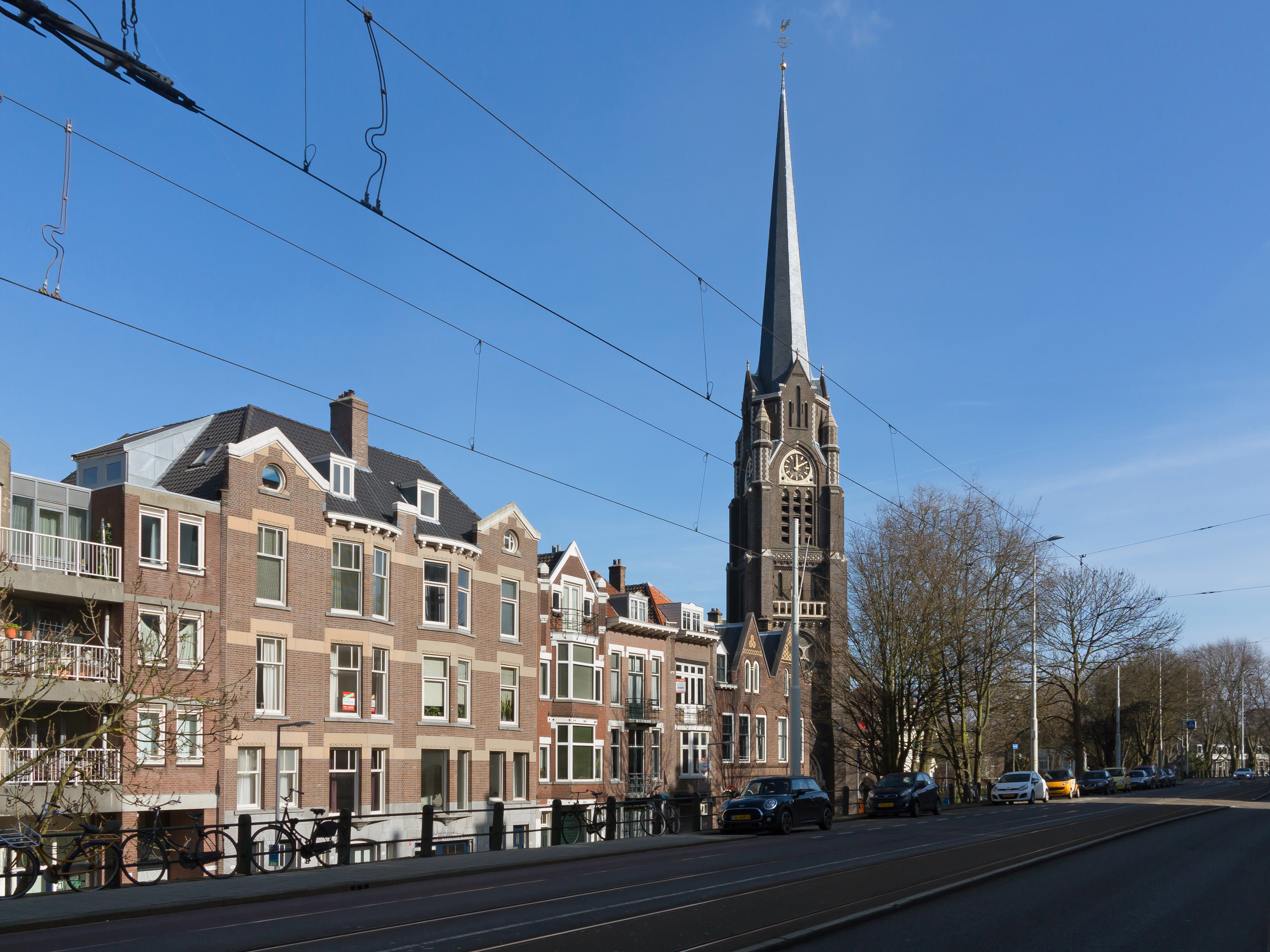
De Sint Lambertuskerk

Kralingen is een voormalige gemeente in de Nederlandse provincie Zuid-Holland en thans wijk in Rotterdam. Kralingen werd in 1895 bij Rotterdam gevoegd en maakt nu - samen met Crooswijk, Struisenburg en De Esch - deel uit van het bestuurscommissiegebied Kralingen-Crooswijk. Aan de rand van Kralingen ligt de Kralingse Plas, omringd door het Kralingse Bos. Midden in Kralingen ligt de Oudedijk. Kralingen is een wijk met twee buurten: Kralingen-West en Kralingen-Oost.
Kralingen-Oost behoort tot de duurste woonwijken van Nederland. Kralingen-West is, net als de naburige wijk Crooswijk, een volksbuurt met goedkope sociale woningbouw met een cumulatie van problemen zoals werkloosheid, drugsgebruik, schooluitval en dergelijke. Scholen en andere voorzieningen in Kralingen zijn overwegend gesegregeerd naar sociale klasse, hoewel sommige wijkbewoners rond 2010 initiatieven namen om daar verandering in te brengen. Op de Nieuw Park Rozenburgschool, de Arentschool en bij voetbalclub Excelsior waren daar voorbeelden van te zien.

## Accommodaties
Aan de oostelijke rand van Kralingen, nabij het metrostation Kralingse Zoom, bevinden zich de gebouwencomplexen van het Brainpark aan de A16, de Hogeschool Rotterdam en de campus Woudestein van de Erasmus Universiteit. Vanuit deze hoogbouw kijkt men uit over de voetbalvelden van voetbalclub Excelsior. Sinds 1899 is er Victoria voor hockey, squash en tennis. Het is een van de vier oudste hockeyclubs van Nederland. De Rotterdamse Manège, opgericht in 1837 voor de paardensport, verhuisde in 1937 naar de Kralingseweg en beschikt daar over twee binnenbanen en een buitenbaan naast het terrein van het internationaal bekende Concours Hippique International Officiel (CHIO). De naastgelegen Openbare Golfbaan Kralingen, thuislocatie van Golfclub Kralingen, is de laagst gelegen golfbaan van Europa. De baan ligt op zeven meter beneden NAP. In juni 2013 maakte het gemeentebestuur bekend dat 2,5 miljoen euro besteed zal worden voor de aanleg van een schaatsbaan in Kralingen. De baan wordt elke winter gebouwd op het sportpark van hockeyclub Leonidas.
Een deel van Kralingen is een beschermd stadsgezicht. De wijk kent een groot aantal rijksmonumenten, waaronder het Libanon Lyceum, de molens De Lelie en  de Ster, de Sint-Lambertuskerk, de Hoflaankerk, het Oostelijk Zwembad, de ophaalbrug van het landgoed Ypenhof, de Watertoren en de hofjes Uit liefde en voorzorg en Kuyl’s Fundatie.

## Geboren
- Lambertus Zijl (1866-1947), beeldhouwer en medailleur
- J.H. Speenhoff (1869-1945), dichter-zanger en illustrator
- Henri van Wermeskerken (1882-1937), schrijver en journalist
- Carel Gerretson (1884-1958), dichter, essayist, historicus en politicus
- Cornelia Baumann (1885-1971), schilder en tekenaar
- Evert Miedema (1887-1979), fotograaf, zanger, beeldhouwer
- Everina Borst "Moeder SAROV" (1888-1943), Belgisch radiopresentatrice en cultuurpromotor
- Jack Hamel (1890-1951), kunstschilder en acteur
- Frans Mallan (1925-2010), predikant
- Thijs Libregts (1941), voetballer en voetbaltrainer
- Robin van Persie (1983), voetballer

## Woonachtig geweest in Kralingen
- Henri Martin;
- Ruud Lubbers;